# Staatliche Finanzmarktaufsicht (Russland)
Die staatliche Finanzmarktaufsicht (kurz FFMS, FFSR; russisch Федеральная служба по финансовым рынкам Federalnaja sluschba po Finansowym rynkam, ФСФР FSFR) ist ein staatliches Exekutivorgan, welches den russischen Finanzmarkt reguliert. Dies beinhaltet die Ausstellung von Konzessionen, die Überwachung von Devisen, Emittenten, professionellen Marktteilnehmern und ihrer selbstregulierenden Organisationen, des russischen Pensionsfonds und der staatlichen Betriebe, wobei die FFMS starke Ähnlichkeiten zu anderen Finanzmarktaufsichten in Europa hat. Der einzige größere Unterschied ist lediglich, dass die FFMS in Russland auch den Pensionsfonds verwaltet, wobei die staatliche Einlagensicherung sich zurzeit auf rund 700.000 Rubel, daher circa 20.000 Euro beläuft.
Es ist auch eine große soziale Aufgabe der FFMS, die Bevölkerung darüber zu informieren, wie die Finanzmärkte funktionieren.

## Struktur
Die FFMS hat ihr Hauptquartier in Moskau und ist Teil der russischen Regierung. Die Behörde gliedert sich in 13 Regionaldivisionen in Sankt Petersburg, Jekaterinburg, Nowosibirsk, Nischni Nowgorod, Rostow, Wladiwostok, Krasnojarsk, Orjol, Omsk, Samara, Tscheljabinsk, Saratow und Irkutsk. In der FFMS existieren insgesamt neun Abteilungen.
Vom 23. März 2004 bis zum 10. Mai 2007 war Oleg Vyugin Chef des Unternehmens, danach übergab der die Führung an Vladimir Miliovidov, der diese Funktion noch heute innehat. Oleg Vyugins vier Assistenten waren Vladislav Streltsov, Sergei Kharlamov, Bembya Khulkhachiev und Vladimir Gusakov.

## Geschichte
Die FFMS wurde durch das Dekret 314 betreffend „das System und die Struktur staatlicher Exekutivorgane der Finanzbranche“ des damaligen russischen Staatspräsidenten Wladimir Putin. Die FFMS erhielt sowohl die Aufgaben der früheren staatlichen Finanzmarktkommission von Russland (russ. Федеральная комиссия по рынку ценных бумаг) als auch einige Aufgaben des alten Ministeriums für Arbeit und soziale Entwicklung in Russland. Weiters übernimmt die FFMS auch frühere Tätigkeiten des Ministeriums für Antimonopolpolitik und des russischen Finanzministeriums.